# Ivan Sokulskij
Ivan Hryhorovyč Sokulskij (* 13. července 1940, Červonyj Jar - 22. června 1992, Dnipro) byl ukrajinský básník, jeden z autorů "Listu tvořivé mládeže Dněpropetrovska", bojovník za lidská práva a člen Ukrajinské Helsinské skupiny, po roce 1989 veřejný činitel. Za svou činnost byl opakovaně odsouzen celkem k 17,5 letem vězení a 5 rokům vyhnanství. V pracovních táborech a ve vězení strávil 13 let. Zemřel v 52 letech na následky zranění, která utrpěl v květnu 1991 na demonstraci za samostatnou Ukrajinu, kde ho zbili maskovaní příslušníci KGB.

## Život
Ivan Sokulskij se narodil 13. července 1940 v osadě (chutiru) Červonyj Jar v okrese Synelnykivka v Dněpropetrovské oblasti. Jeho otec odešel roku 1941 do armády a zahynul během války na frontě. Ivan zůstal jako poloviční sirotek pouze s matkou Nadjou Hryvnak, která po celý život pracovala v kolchozu. Studoval na Mychajlovské škole (1947-1954) a v roce 1957 absolvoval desetiletou střední Sinelny-Kivskou školu č. 3. Už ve škole začal psát poezii.
Pracoval pak dva roky jako soustružník a zámečník a poté jako horník v Červonohradu. V letech 1962-1964 studoval na Filologické fakultě Lvovské univerzity, v roce 1964 přešel na Dněpropetrovskou univerzitu. Byl aktivním členem lvovského klubu tvořivé mládeže a seznámil se zde s díly Šedesátníků, s některými autory i osobně.
Pro jeho proukrajinské názory si ho v Dněpropetrovsku začala všímat tajná policie, Roku 1966 byl vyloučen z Komsomolu a poté i z Univerzity za "nacionalismus". Pracoval pak jako knihovník, hasič, horník ve Volyni, dopisovatel novin Energetik a námořník na říční lodi. Byl v kontaktu s disidentskými kruhy v Kyjevě a Lvově a šířil samizdat. Spolu s P. Rozumnym vytiskli stať Ivana Dzjuby "Internacionalismus nebo rusifikace?". V srpnu 1968 napsal spolu s novinářem Mychajlem Skorykem List tvůrčí mládeže Dněpropetrovska, který protestoval proti politice rusifikace na Ukrajině, pronásledování národní inteligence, znesvěcování kulturních památek a zákazu románu O. Hončara Katedrála. Na jaře 1969 byl dopis odvysílán rozhlasovou stanicí Svoboda a zveřejněn zahraničními médii.
V polovině června 1969 byl Sokulskij zatčen a 27. ledna 1970 ho dněpropetrovský oblastní soud odsoudil podle článku 62, část 1 trestního zákoníku Ukrajinské SSR („protisovětská agitace a propaganda“) ke 4,5 letům v táboře s přísným režimem. Sokulskij si trest odpykával nejprve v Mordvinsku, od konce roku 1971 na psychiatrickém oddělení ústřední věznice ve Vladimiru a později v táborech v Permské oblasti. Během věznění se seznámil s mnoha ukrajinskými disidenty.
Po propuštění (14. prosince 1973) se oženil s Orysou Lesiv, setrou jeho přítele a politického vězně Jaroslava Lesiva, kterého předtím poznal ve vězení. Manželům se narodila dcera Maria. Žil v Dněpropetrovsku, věnoval se opoziční činnosti a vlastním nákladem vydal básnickou sbírku.
V říjnu 1979 vstoupil do Ukrajinské Helsinské skupiny. V dubnu 1980 byl znovu zatčen, rozhodnutím soudu prohlášen za zvlášť nebezpečného recidivistu a v lednu 1981 spolu s Hryhorijem Prichoďkem odsouzen k maximálnímu trestu deseti let vězení a pěti let vyhnanství. Jako důkaz byla proti Sokulskému použita i jeho báseň zabavená při domovní prohlídce.
Trest si odpykával v Čistopolské věznici (dnes Tatarstán, Rusko). V té době se v místním časopisu objevilo smyšlené interview novináře pracujícího pro KGB L. Gamolského se Sokulským. Devět dní před koncem trestu, 3. dubna 1985, byl na základě vykonstruovaného obvinění z „chuligánství“ odsouzen čistopolským městským soudem k dalším třem letům v lágrech.
V říjnu 1985 byl převezen do přísně střeženého oddílu Kučinského pracovního tábora VS-389/36-1 v Permském kraji. V kárné cele byl opakovaně trestán za odmítání práce a další „porušení režimu“. V roce 1987 se mu podařilo z vězení propašovat zprávu o mučení politických vězňů a porušování jejich práv, zahrnující fakta i jména. Na Západě vyvolala skandál, protože Gorbačov tvrdil, že v Sovětském svazu žádní političtí vězni nejsou. Sokulskij byl přemístěn na samotku a zbaven práva přijímat balíčky. Manželka Ivana Sokulského spolu s manželkou Mykoly Horbala Olhou Stokotelnou zahájily 13. července 1988 protestní hladovku, aby vyvolaly pozornost ukrajinské společnosti a dosáhly propuštění obou politických vězňů.
Z vězení byl spolu s I. Horbalem propuštěn v srpnu 1988. Po návratu do Dnipra pracoval v Ukrajinském helsinském svazu, byl jedním ze zakladatelů regionálních organizací Ukrajinské jazykové společnosti Tarase Ševčenka, lidového hnutí Ukrajiny, a spolků Prosvita a Memorial. Stal se členem Ukrajinské asociace nezávislé tvůrčí inteligence. Vedl regionální organizaci Ukrajinské republikánské strany. V roce 1989 redigoval a vydával časopis Porohy (Prahy). Aktivně podporoval obnovu Ukrajinské autokefální pravoslavné církve.
Dne 20. května 1991 byl během shromáždění požadujícího nezávislost Ukrajiny v Dnipru surově zbit agenty KGB. Musel být hospitalizován, ale zranění i následky dlouholetého věznění byla tak závažná, že se jeho zdravotní stav neustále zhoršoval. Dne 22. června 1992 Ivan Sokulskij zemřel. Byl pohřben ve městě Dnipro. 40 dnů po jeho smrti byl Ivan Sokulskij plně rehabilitován. V Dnipru je poblíž stanice metra Ulice Ivana Sokulského.
Díla Ivana Sokulského byla za jeho života publikována pouze v zahraničí. Jeho sbírka veršů Владар каменю (Pán kamene) byla vydána v Kyjevě až posmrtně roku 1993. Roku 2000 byly vydány jeho dopisy dceři z vězení - Листи до Марієчки: Вибране листування (1981—1987).

### Publikovaná díla
- Сокульський І. Г. Владар каменю: Вірші / Передм. авт.; Післяслово Ю. Вівташа. — К.: Укр. письменик, 1993. — 158 с.
- Сокульський І. Г. Означення волі: Вибрані поезії. — Дніпропетровськ: Січ, 1997. — 351 с. — ISBN 966-511-115-9.
- Сокульський І. Г. Листи на світанку. — Кн. 1. — Дніпропетровськ: Січ, 2001. — 517 с. — ISBN 966-511-123-X; Кн. 2. — Дніпропетровськ: Січ, 2002. — 507 с. — ISBN 966-511-123-X.

### Posmrtná ocenění
- 8. listopadu 2006 mu prezident Ukrajiny Viktor Juščenko udělil Řád za odvahu 1. třídy.[11]
- 10. února 2010 obdržel od prezidenta Viktora Juščenka Řád svobody - za mimořádný osobní přínos v boji za nezávislost Ukrajiny, nezištnou službu národní myšlence a obranu lidských práv a svobod.[12]